# Erhard Reis
Erhard Reis (* 1928 in Haldensleben; † 1991) war ein deutscher Lehrer für Werken und Kunst, zudem Puppenspieler, Fernsehmoderator und Autor von Kinderbüchern.

## Leben
Reis war der Sohn des Neuhaldenslebener Architekten Erwin Reis.
Der künstlerisch begabte junge Mann erlernte seine Fähigkeiten unter Harro Siegel an der Werkkunstschule Braunschweig. Ende der 1940er Jahre arbeitete er zunächst mit Handpuppen und ersann z. B. ein Marionettenführungskreuz, zudem war er ein begabter Puppenspieler, der  Kinder begeistern konnte. Ab Mitte der 1950er Jahre profilierte er sich mit einigen Fernsehauftritten.  1956 ging er zunächst mit dem Fernseh-Totemclub im NWRV auf Sendung.
Erhard Reis wurde einem breiten, vor allem jüngeren Publikum durch die Kinderserien Der Indianer-Club sowie Der Cowboy-Club, die von 1964 bis 1971 bzw. von 1966 bis 1967 vom NDR produziert und in der ARD ausgestrahlt wurden, bekannt.
In diesen Serien bastelte Reis mit Kindern und Jugendlichen Cowboy- und Indianerschmuck (z. B. Federschmuck und Mokassins).
Überdies veröffentlichte er Kinderbücher, die das Erstellen von Indianerschmuck zum Ziel hatten. Die Inspiration hierfür holte sich Reis u. a. auf einer USA-Reise im August 1952, als er den nordwestlichen Teil der Staaten Michigan und Wisconsin besuchte, wo er an den Festspielen (Indian Ceremonial in the Middle West) in Stand Rock teilnahm und viel über die Tänze und Gesänge aufnahm. Exemplarisch zu nennen sind der Regenbogen- oder Büffeltanz der Zuni-Indianer, der Festtanz der Sioux oder die Gesänge der Hoopa-Indianer.
Im Frühjahr 1953 besuchte Reis in Arizona die Reservate der Hopi, Navajo und Apachen sowie in New Mexico Santa Fe und den Rio Grande. In Santa Fa gehörte der Besuch des dortigen Indianer-Museums zum Programm. Die Sandmalereien der Navajo, die Webkünste der Hopi und die Töpfereien der Acoma und San-Ildefonso-Indianer fanden seine Bewunderung. Schließlich erwarb er von Hopi-Indianern Wandteppiche, Decken und eine Kachina-Puppe.
Diese USA-Reisen waren eine wesentliche Grundlage für seine weitere Beschäftigung mit indianischer Kunst und floss auch in spätere TV-Produktionen mit ein.

## Veröffentlichungen
- Die Handpuppe – Herstellung und Spiel, Opladen 1950.
- Kasper und Lumpi, Köln 1950.
- Vom Mokassin zum Totempfahl, Braunschweig 1957. (Nochmals ein Jahr später in Ravensburg aufgelegt)
- Indianer mit Mokassin und Tomahawk – Eine Indianerausrüstung für Jungen und Mädchen, Ravensburg 1964.
- Mokassin und Federschmuck – Indianerbasteleien, Ravensburg 1977.
- Das Fachwerkhaus Lange Straße 61 – Ein bedeutendes Haldenslebener Kulturdenkmal, in: Jahresschrift des Kreismuseums Haldensleben, Band 31, Haldensleben 1991, S. 87–90.